# Starfighteraffären

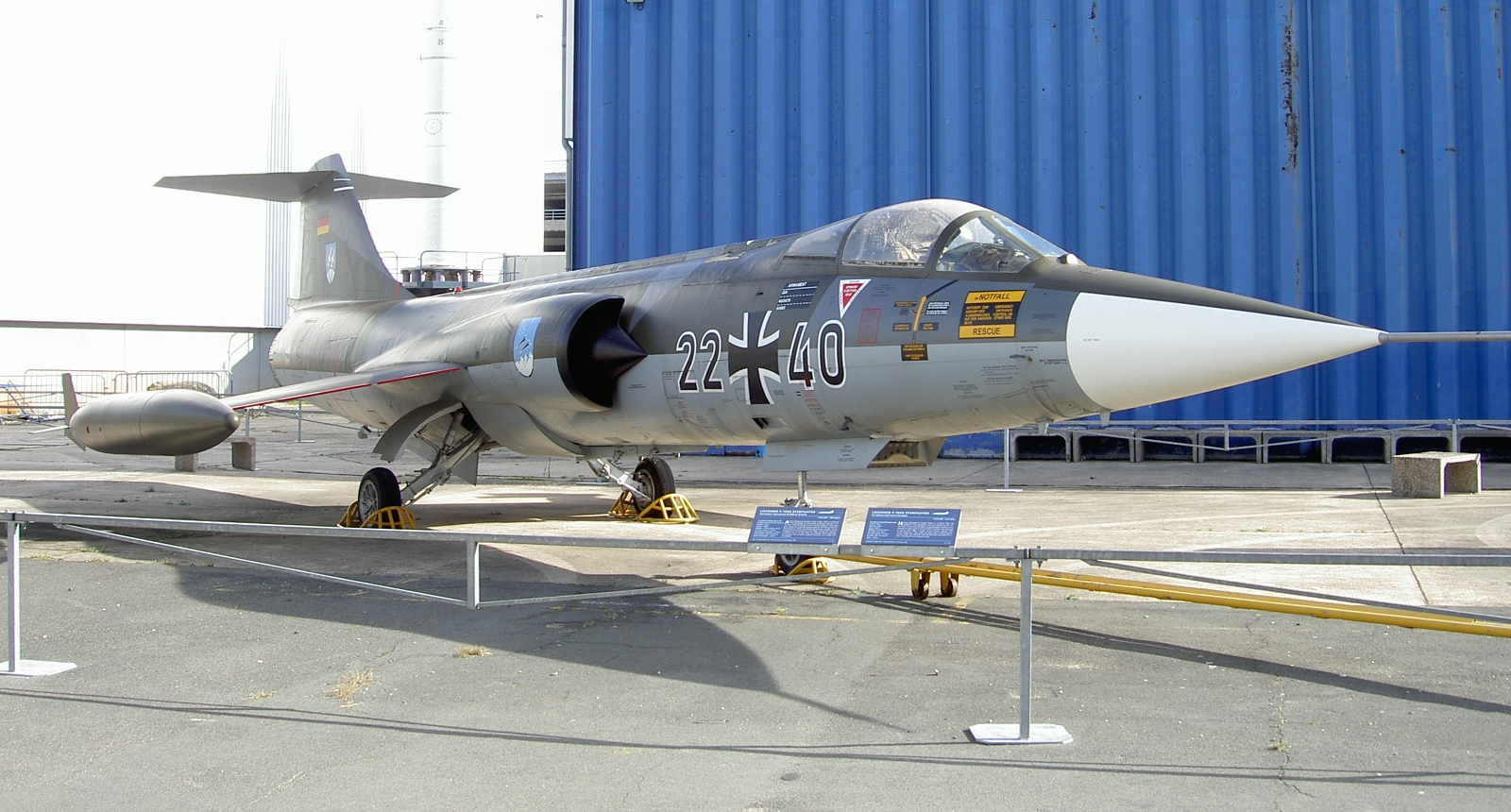
Lockheed F-104G Starfighter

Starfighteraffären, tyska Starfighter-Affäre, var en politisk affär i Västtyskland som handlade om köpet av stridsflygplanet Lockheed F-104 Starfighter. Affären rörde två aspekter: Varför hade Bundeswehr och försvarsministern Franz Josef Strauß mot flera experters råd valt att köpa ett stort antal Starfighter-plan. Den andra var om det rört sig om korruption som i Lockheedaffären. Ingen korruption kunde bevisas kring köpet. Däremot kom Starfighterplanen att bli kända offentligt för sina många problem med haverier och tekniska problem.